# Ferrandina
Ferrandina es un municipio situado en la provincia de Matera, en Basilicata (Italia). Tiene una población estimada, a fines de noviembre de 2023, de 7916 habitantes.

## Demografía
| Gráfica de evolución demográfica de Ferrandina entre 1861 y 2023 |
|                                                                  |
| Fuente: ISTAT - Elaboración gráfica de Wikipedia                 |